# Camp pénal de Bouaké
Le camp pénal de Bouaké est l'une des principales prisons de Côte d'Ivoire. Il est censé accueillir exclusivement les détenus masculins, en provenance de toute la Côte d'Ivoire condamnés à de lourdes peines (dix à vingt ans de prison, voire plus),. Elle est considérée comme la prison la plus difficile du pays.

## Histoire
Le camp pénal de Bouaké a fermé durant dix ans lors de la crise politico-militaire et a rouvert le 28 mars 2014.

## Organisation et conditions de détention
Le camp pénal se trouve à l’extérieur de la ville de Bouaké et est adjacent à l'université Alassane-Ouattara. Bâti sur une superficie de 5 hectares, il est constitué d’une cour entourée de fils de fer (barbelés) et d'une grille électrifiée. Il compte six bâtiments occupés  par les prisonniers.  Chaque bâtiment comprend sept cellules d’une capacité de 40 détenus chacune, soit une capacité d’accueil théorique de 1680 prisonniers. La prison est surveillée par quatre miradors peints en vert mesurant 25 mètres chacun.
A l’extérieur de la cour se trouvent les bâtiments administratifs et différents lieux de travail réservés aux prisonniers ayant fait plus de la moitié de leur peine : rizières, bassin de pisciculture, élevage de porcs et de poulets.
Les surveillants y entrent le matin et le soir pour faire l’appel et libérer ou enfermer les détenus dans leurs cellules, dans lesquelles ils sont entassés jusqu'à 50. Le reste du temps, ils sont livrés à eux-mêmes. Les jours de visite des familles sont les mardis et les samedis. 
Une seule ration quotidienne est fournie, à 11 heures.

## Détenus notables
- Justin Koua, ancien leader des jeunes du Front populaire ivoirien (FPI) (16 septembre 2020-15 septembre 2021)
- Assoa Adou, cadre du FPI (janvier 2015)